# 步闡
步闡（？—273年），字仲思，臨淮淮陰人。三國時東吳丞相步騭次子，亦是东吴将领，后投降西晋。

## 生平
赤烏十年（247年），父親步騭逝世，步闡接替父親鎮守西陵，繼任西陵督，並加拜昭武將軍，封西亭侯。甘露元年（265年），上表建議孫皓遷都武昌，被接納。
鳳凰元年（272年）八月，孫皓徵召步闡為繞帳督，步闡因為自父親開始已長駐西陵，現在被徵召離開西陵，擔心是被指失職以及會有處罰，於是據守西陵投降西晉。派遣兄長步協之子步璿往洛陽當人質。西晉受降，並任命步闡為都督西陵諸軍事、衞將軍、儀同三司，加侍中，假節領交州牧，封宜都公。並且派車騎將軍羊祜、荊州刺史楊肇、巴東監軍徐胤等趕赴西陵支援步闡；另一方面，吳末帝孫皓派遣樂鄉都督陸抗討伐步闡，與羊祜、楊肇等人交戰，大敗楊肇，羊祜見於劣勢，於是退兵。最終陸抗攻陷西陵，斬殺步闡等人，誅滅三族，只有留在洛阳的步璿幸免。

## 延伸阅读
[在维基数据编辑]
 《三國志·卷52》，出自陳壽《三國志》